# Perlebia triquetra
Perlebia triquetra är en flockblommig växtart som beskrevs av Dc. Perlebia triquetra ingår i släktet Perlebia och familjen flockblommiga växter. Inga underarter finns listade i Catalogue of Life.